# Never Forget You
«Never Forget You» — поп/R&B песня, написанная американской певицей Мэрайей Кэри и Кеннетом Эдмондсом для третьего студийного альбома «Music Box» 1993 года; продюсерами стали сама певица, Бэйбифейс и Daryl Simmons. Песня была издана в качестве третьего сингла с альбома «Music Box» в феврале 1994 года. Сингл был выпущен в формате Double A-side, который содержал две песни: кавер-версию британской рок-группы Badfinger «Without You» и «Never Forget You». Для сингла не был снят музыкальный видеоклип, что было впервые за всю творческую карьеру певицы. Мэрайя никогда не пела эту песню на концертах.

## Положение в чартах
Во время выпуска сингла правила журнала Billboard позволяли «Двухсторонним хитам» входить в одноимённый чарт под одним названием. Одна из песен сингла, сумевшая подняться за счет продаж и ротаций на радио, автоматически поднимала рейтинг второй. На американском музыкальном рынке, включая чарт Billboard Hot 100, песня «Without You» пользовалась большей популярностью и была помечена как A-side. Сингл достиг третьего места в чарте Hot 100 и продержался среди лучших сорока песен двадцать одну неделю.
Песня «Never Forget You» пользовалась успехом в R&B чартах и была помечена как A-side. Песне удалось войти в десятку лучших композиций чарта Hot R&B/Hip-Hop Songs только за счет продаж; сингл получил золотую сертификацию от Американской ассоциации звукозаписывающих компаний.

## Ремиксы и другие версии
R&B ремикс от Jermaine Dupri вошёл в треклист макси-сингла «Never Forget You», так же как радио и расширенная версии песни, инструментальная версия была изменена на новую, где был добавлен R&B синтезированный бит. Инструментальная версия песни впервые прозвучала в эпизоде MTV Cribs, в котором певица показывала свою спальню.
Песня была исполнена японской R&B певицей Double, и позже появилась в альбоме лучших хитов «10 Years Best: We R&B».

## Список композиций
CD макси-сингл для США
1. «Never Forget You» (Radio Edit) — 3:38
2. «Never Forget You» (Extended) — 5:19
3. «Never Forget You» (Album Version) — 3:48
4. «Never Forget You» (Instrumental) — 3:35
5. «Without You» (Album Version) — 3:33

## Позиции в чартах
| Чарт (1994)                          | Высшее место |
| ------------------------------------ | ------------ |
| U.S. Billboard Hot 100               | 3            |
| U.S. Billboard Hot R&B/Hip-Hop Songs | 7            |

| Конец 1994 года        | Позиция |
| ---------------------- | ------- |
| U.S. Billboard Hot 100 | 16      |

| Поставщик                 | Продажи  | Сертификация |
| ------------------------- | -------- | ------------ |
| Соединенные Штаты Америки | 500,000+ | Золотой диск |